# Coulee City
Coulee City és una població dels Estats Units a l'estat de Washington. Segons el cens del 2000 tenia 600 habitants.

## Demografia
Segons el cens del 2000, Coulee City tenia 600 habitants, 271 habitatges, i 162 famílies. La densitat de població era de 234 habitants per km².
Dels 271 habitatges en un 25,5% hi vivien nens de menys de 18 anys, en un 48,3% hi vivien parelles casades, en un 10,3% dones solteres, i en un 39,9% no eren unitats familiars. En el 36,2% dels habitatges hi vivien persones soles el 18,5% de les quals corresponia a persones de 65 anys o més que vivien soles. El nombre mitjà de persones vivint en cada habitatge era de 2,21 i el nombre mitjà de persones que vivien en cada família era de 2,87.
Per edats la població es repartia de la següent manera: un 24% tenia menys de 18 anys, un 7,7% entre 18 i 24, un 21,7% entre 25 i 44, un 23,7% de 45 a 60 i un 23% 65 anys o més.
L'edat mediana era de 42 anys. Per cada 100 dones de 18 o més anys hi havia 99,1 homes.
La renda mediana per habitatge era de 25.938 $ i la renda mediana per família de 42.500 $. Els homes tenien una renda mediana de 31.375 $ mentre que les dones 17.250 $. La renda per capita de la població era de 14.411 $. Aproximadament el 14,9% de les famílies i el 22,1% de la població estaven per davall del llindar de pobresa.

## Poblacions més properes
El següent diagrama mostra les poblacions més properes.